# Купсолінський
Купсо́лінський (рос. Купсолинский, марій. Купсолинский) — селище у складі Медведевського району Марій Ел, Росія. Входить до складу Шойбулацьке сільського поселення.

## Населення
Населення — 26 осіб (2010; 16 у 2002).
Національний склад (станом на 2002 рік):
- марійці — 50 %
- лучні марійці — 31 %